# James Greene (Schauspieler, 1931)
James Greene (* 19. Mai 1931 in Belfast, Nordirland; † vor oder am 5. Januar 2021) war ein britischer Film- und Theater-Schauspieler und Hörspielsprecher, dessen Karriere über 150 Rollen in internationalen Kino-, Fernsehfilmen und Fernsehserien umfasste. Darunter waren Produktionen wie Der Mondschimmel, Was Mädchen wollen, Whole Lotta Sole oder Albert Nobbs.

## Leben und Karriere
James Greene wurde 1931 in Belfast, Nordirland geboren und war zu Beginn der 1950er Jahre ein bekanntes Gesicht in englischen Arts-Theatre-Produktionen. So spielte er dort in einer Reihe von Theaterstücken mit. Seit Mitte der 1950er Jahre war er Darsteller in Peter Brooks Staraufgebot der RSC-Produktion von „Titus Andronicus“, die 1957 eine kurze Europa-Tournee unternahm und bei der Schauspieler wie Laurence Olivier, Anthony Quayle und Vivien Leigh auftraten.
Ein Richtungswechsel brachte ihn im Jahr 1959 zurück nach Belfast, wo er zwischen 1959 und 1965 als Ansager bei UTV arbeitete. 1965 entschloss er sich dann, seine Schauspielkarriere wieder auferstehen zu lassen, und kehrte nach England zurück, um seinen Lebensunterhalt in regionalen Theatern zu verdienen.
1972 schaffte James Greene dann auch den Einstieg ins Fernsehen mit einer kleinen Rolle als Adjutant in der TV-Serie Colditz. In den 1970er Jahren folgten zahlreiche Rollen als Nebendarsteller in britischen Serien, bevor er 1978 die Rolle des Professor Purwell in Dorothea Brookings Fernsehminiserie Der Mondschimmel bekam. An seiner Seite spielten Sarah Sutton, Caroline Goodall, David Haig und John Abineri.
1984 zählte er mit seinen Auftritten als Mr. Trimble zur regulären Besetzung der Fernsehserie Chocky. Von 1985 bis 1986 spielte er den Reverend Bartlet in der komödiantischen Serie Mapp und Lucia.
1987 sah man Greene in Steven Spielbergs Filmdrama Das Reich der Sonne auch erstmals in einem Kinofilm. Seine zweite Spielfilmrolle bekam er 1994 in Michael Hastings Oscar-nominierter Produktion Tom & Viv. In dem zweiteiligen Polizei-Drama Second Sight 1999 mit Clive Owen spielte er den Augenoptiker Dr. Goddard.
1993 las er bei einer vom BBC Radio ausgestrahlten dramatischen Hörspielfassung von Homers Epos Odyssee den Odysseus neben Sinéad Cusack, Stephen Rea, Norman Rodway und anderen. Diese Lesung hatte eine Laufzeit von 5 Stunden und 50 Minuten.
Von 2000 an arbeitete er kontinuierlich weiter in Film und Fernsehen. Er spielte Rollen in namhaften Kinofilmen wie in dem Johnny-Depp-Film From Hell (2001) oder in Dennie Gordons Komödie Was Mädchen wollen (2003). Im selben Jahr sah man ihn außerdem in Johnny English – Der Spion, der es versiebte und in Sin Eater – Die Seele des Bösen. Im Fernsehen verkörperte er zwischen 2003 und 2005 in der Comedy-Drama-Serie William and Mary den Charakter des Arnold.
Weitere Kinorollen bekam er 2007 in Regisseur Tyler Fords Film Piccadilly Cowboy. Regisseur Guy Ritchie besetzte ihn 2008 in seinem Thriller RocknRolla und 2009 in seiner Kriminalkomödie Sherlock Holmes. 2011 erhielt er die Rolle des Patrick in Rodrigo Garcías oscar-nominiertem Filmdrama Albert Nobbs mit Glenn Close in der Hauptrolle. 2012 spielte er in Tom Hoopers Musical-Drama Les Misérables.
Zu den vielen weiteren Fernsehauftritten zwischen 1972 und 2019 von James Greene zählen Die unglaublichen Geschichten von Roald Dahl (1980), Jim Bergerac ermittelt (1981), Rumpole von Old Bailey (1983), Inspektor Morse, Mordkommission Oxford (1987), Agatha Christie’s Poirot (1993), Kavanagh QC (1996-1997), Dinotopia (2003), Inspector Barnaby (2010), Merlin – Die neuen Abenteuer (2011) und Tage des Grauens – The Fades (2011), Doctor Who (2013), Downton Abbey (2015), Call the Midwife – Ruf des Lebens (2016), Humans (2016), The Crown (2017) oder Cuckoo (2019).
James Greene starb nach kurzer Krankheit im Januar 2021 im Alter von 89 Jahren.

## Filmografie (Auswahl)

### Kino
- 1987: Das Reich der Sonne (Empire of the Sun)
- 1994: Tom & Viv
- 1999: Janice Beard 45 WPM
- 2001: From Hell
- 2003: Was Mädchen wollen (What a Girl Wants)
- 2003: Johnny English – Der Spion, der es versiebte (Johnny English)
- 2003: Sin Eater – Die Seele des Bösen (The Order)
- 2005: Breakfast on Pluto
- 2005: Brothers of the Head
- 2007: Piccadilly Cowboy
- 2008: RocknRolla
- 2009: Sherlock Holmes
- 2010: Love/Loss
- 2011: Whole Lotta Sole
- 2011: Albert Nobbs
- 2012: Les Misérables
- 2014: Dark Souls II
- 2017: Loving Vincent

### Fernsehen
- 1972: Colditz (Fernsehserie, 1 Episode)
- 1972–1987: Play for Today (Fernsehserie, 5 Episoden)
- 1974, 1975: Thriller (Fernsehserie, 2 Episoden)
- 1978: Der Mondschimmel (The Moon Stallion) (Fernsehminiserie)
- 1980: Nick Lewis, Chief Inspector (The Enigma Files) (Fernsehserie, 1 Episode)
- 1980: Die unglaublichen Geschichten von Roald Dahl (Tales of the Unexpected) (Fernsehserie, 1 Episode)
- 1981: Jim Bergerac ermittelt (Bergerac) (Fernsehserie, 1 Episode)
- 1982: Das tödliche Patt (Harry's Game) (Fernsehserie, 1 Episode)
- 1983: Rumpole von Old Bailey (Rumpole of the Bailey) (Fernsehserie, 1 Episode)
- 1984: Chocky (Fernsehserie, 3 Episoden)
- 1985–1986: Mapp & Lucia (Fernsehserie, 10 Episoden) als Rev. Kenneth Bartlett
- 1987: Inspektor Morse, Mordkommission Oxford (Fernsehserie, 1 Episode)
- 1990: Shoot to Kill (Fernsehfilm)
- 1992: Adam Bede – Schicksal und Leidenschaft (Adam Bede) (Fernsehfilm)
- 1993: Agatha Christie’s Poirot (Fernsehserie, 1 Episode)
- 1995: Die letzte Hoffnung (My Brother's Keeper) (Fernsehfilm)
- 1996–1997: Kavanagh QC (Fernsehserie, 2 Episoden)
- 1999: Second Sight – Mit anderen Augen: Kain und Abel (Second Sight: Hide and Seek) (Fernsehfilm)
- 2000: Second Sight – Mit anderen Augen: Die Egoistin (Second Sight) (Fernsehfilm)
- 2003: Dinotopia (Fernsehserie, 1 Episode)
- 2003: Der Preis des Verbrechens (Trial & Retribution) (Fernsehserie, 1 Episode)
- 2003–2005: William and Mary (Fernsehserie, 17 Episoden) als Arnold
- 2005–2013: Holby City (Fernsehserie, 3 Episoden)
- 2006: Dracula (Fernsehfilm)
- 2008: Color of Magic – Die Reise des Zauberers (The Colour of Magic) (Fernsehfilm)
- 2010: Inspector Barnaby (Midsomer Murders, Fernsehserie, 1 Episode)
- 2010: How Not to Live Your Life – Volle Peilung (How Not to Live Your Life) (Fernsehserie, 1 Episode)
- 2011: Merlin – Die neuen Abenteuer (Merlin) (Fernsehserie, 2 Episoden)
- 2011: Tage des Grauens – The Fades (The Fades) (Fernsehserie, 2 Episoden)
- 2012: Hunderby (Fernsehserie, 6 Episoden)
- 2012: The Life and Adventures of Nick Nickleby (Fernsehserie, 5 Episoden)
- 2013: Way to Go (Fernsehserie, 1 Episode)
- 2013: The Cop – Crime Scene Paris (Fernsehserie, 1 Episode)
- 2013: Mord auf Shetland (Shetland, Fernsehserie, 2 Episoden)
- 2013: Doctor Who (Fernsehserie, 1 Episode)
- 2013–2014: Big School (Fernsehserie, 9 Episoden)
- 2014: Birds of a Feather (Fernsehserie, 1 Episode)
- 2014: Edge of Heaven (Fernsehserie, 2 Episoden)
- 2015: Wolf Hall (Fernsehminiserie)
- 2015: Downton Abbey (Fernsehserie, 1 Episode)
- 2016: Call the Midwife – Ruf des Lebens (Call the Midwife, Fernsehserie, 1 Episode)
- 2016: Humans (Fernsehserie, 1 Episode)
- 2017: Born to Kill (Fernsehminiserie)
- 2017: Man Down (Fernsehserie, 2 Episoden)
- 2017: The Crown (Fernsehserie, 1 Episode)
- 2018: Doctors (Fernsehserie, 1 Episode)
- 2019: Cuckoo (Fernsehserie, 1 Episode)

### Kurzfilme
- 2014: Every Quiet Moment